# USS Austin (DE-15)
USS Austin (DE-15) – amerykański niszczyciel eskortowy z okresu II wojny światowej. Jego budowę rozpoczęto 14 marca 1942 w stoczni Mare Island Navy Yard jako HMS "Blackwood" (BDE-15) na zamówienie Royal Navy w ramach porozumienia Lend-Lease.
Okręt został zwodowany 25 września 1942, matką chrzestną była pani W. C. Springer. Okręt został przejęty przez United States Navy 25 stycznia 1943 i otrzymał numer DE-15. Jednostka weszła do służby 13 lutego 1943, pierwszym dowódcą został Lt. Comdr. H. G. Claudius, USNR. Niszczyciel prawdopodobnie wszedł do służby jako DE-15, a nazwę „Austin” nie została przydzielona aż do 19 lutego 1943, sześć dni po wejściu oficjalnie do służby.
Patronem okrętu był Chief Carpenter John Arnold Austin (1905–1941), który został zabity na pokładzie pancernika USS „Oklahoma” (BB-37) w czasie ataku na Pearl Harbor 7 grudnia 1941. Został pośmiertnie odznaczony Krzyżem Marynarki.
Przydzielony do 14 Dywizjonu Eskortowego (ang. Escort Division – CortDiv 14) okręt odbył trening wstępny w pobliżu San Diego pomiędzy 23 marca a 23 kwietnia. Następnego dnia wyszedł w morze w eskorcie konwoju do Cold Bay na Alasce. Wrócił do San Diego 11 maja i rozpoczął wykonywanie misji eskortowych pomiędzy zachodnim wybrzeżem USA i Hawajami. Pomiędzy połową maja i początkiem września odbył po dwa rejsy pomiędzy San Diego i Oʻahu oraz jeden rejs z zachodniego wybrzeża do Pearl Harbor. 2 września wyszedł z tej bazy i udał się w kierunku Aleutów, gdzie 14 września dołączył do Alaskan Sea Frontier. Przez około rok „Austin” pływał po wodach północnego Pacyfiku eskortując okręty pomiędzy portami Alaski, wykonując patrole, pełniąc rolę statku-stacji pogodowej oraz służąc samolotom jako stacja naprowadzająca.
Okręt opuścił Alaskę 23 września 1944, dotarł do San Francisco w Kalifornii tydzień później. Tam przeszedł przegląd, który trwał do 17 listopada. 3 grudnia po raz kolejny popłynął na Hawaje. Operował z Pearl Harbor jako okręt szkolny wraz z Submarine Training Command Floty Pacyfiku do 20 marca 1945. Wtedy udał się na centralny Pacyfik. 1 kwietnia, niszczyciel zameldował się do służby w siłach przydzielonych do dowódcy wysuniętych obszarów (and. Commander, Forward Areas) i przez ponad dwa miesiące pełnił patrole przeciwpodwodne oraz misje SAR z atolu Ulithi na zachodnich Karolinach. Przydział ten zakończył 10 czerwca, gdy obrał kurs na Mariany. Przez następne cztery miesiące „Austin” operował z Saipanu i Guam. Poza misjami SAR i ZOP eskortował konwoje (m.in. do Iwo Jimy, Eniwetok i Okinawy). Po wstrzymaniu walk w połowie sierpnia, przeprowadził misje poszukiwawczą na północnych Marianach szukając wrogich posterunków i załóg zestrzelonych B-29 Superfortress. Okręt operował także w rejonie atolu Truk zanim nadeszły większe siły okupacyjne.
12 października okręt opuścił Guam w towarzystwie innych okrętów CortDiv 14 i skierował się do San Pedro w Kalifornii w celu dezaktywacji. 17 listopada zameldował się do dowódcy Western Sea Frontier w celu przygotowania okrętu do wycofania ze służby. Banderę opuszczono 21 grudnia 1945, a okręt umieszczono w Terminal Island Naval Shipyard. „Austin” był zakotwiczony w ramach Floty Rezerwowej Pacyfiku do czasu złomowania. 8 stycznia 1946 jego nazwa została skreślona z rejestru okrętów marynarki. Stocznia zakończyła złomowanie niszczyciela eskortowego 9 stycznia 1947.

## Odznaczenia
|  | Medal Kampanii Amerykańskiej           |
|  | Medal Kampanii Azji-Pacyfiku           |
|  | Medal Zwycięstwa w II Wojnie Światowej |